# Dapsa celata
Dapsa celata es una especie de coleóptero de la familia Endomychidae.

## Distribución geográfica
Habita en Darjeeling (India).